# Hexamethyldisiloxaan
Hexamethyldisiloxaan (afgekort als HMDS of HMDSO) is een chemische verbinding uit de groep van siloxanen; het is het kortste, gealkyleerde, siloxaan. Het is een kleurloze, licht ontvlambare, vluchtige vloeistof. De damp kan een explosief mengsel met lucht vormen (tussen 0,5 en 21,8 volumepercent HMDS).

## Synthese
Hexamethyldisiloxaan wordt gevormd door de hydrolysereactie van trimethylchloorsilaan.
Het wordt ook bekomen in de farmaceutische industrie als nevenproduct van silyleringsreacties, die uitgevoerd worden met trimethylchloorsilaan of hexamethyldisilazaan bij de synthese van antibiotica zoals penicilline en cefalosporine. Het ontstaat daar bij de verwijdering van beschermende groepen die bij de silylering zijn aangebracht.

## Toepassingen
HMDS is een intermediaire stof in chemische syntheses, bijvoorbeeld als trimethylsilylgroepdonor. Het wordt toegepast in de productie van siliconenrubber om de aangroei van de polysiloxaanketens te stoppen. Het wordt ook gebruikt als oplosmiddel en als ingrediënt in cosmetische crèmes en lotions en in schoonmaakmiddelen.
HMDS kan ook gebruikt worden om een siliciumdioxidelaagje op een geïntegreerde schakeling aan te brengen in plasma-enhanced chemical vapor deposition; hierbij ontstaat het SiO2 door de reactie van gasvormig HMDS met ozon.